# Вероніка широколиста
Вероніка широколиста (Veronica teucrium) — вид трав'янистих рослин родини подорожникові (Plantaginaceae), поширений Європі й центральній Азії.

## Опис
Багаторічна рослина 30–80 см заввишки. Рослина кучеряво-волосиста. Листки яйцеподібні, 3.5–5 см завдовжки, при основі округлі або трохи серцеподібні, городчато-пилчасті, сидячі або коротко черешчатого, зверху голі, знизу з волосками. Віночок 10–13 мм в діаметрі, світло-синій, в зеві волосистий. Коробочка оберненояйцевидна, 2–3.5 мм завдовжки, покрита рідкими волосками, біля основи округла.

## Поширення
Поширений у Європі й центральній Азії.
В Україні вид зростає на лісових галявинах, в чагарниках, на схилах — на всій території.